# العذر (ريمة)

تعديل مصدري - تعديل

العذر أو قرية العذر هي قرية جبلية في عزلة حورة بمديرية الجبين التابعة لمحافظة ريمة اليمنية، بلغ تعداد سكانها 490 نسمة حسب إحصاء اليمن لعام 2004.

## المحلات التابعة للقرية
- الشراح
- عريب
- العنبة
- عثرب
- المضراع
- الشرف

## روابط خارجية
- الدليل الشامل